# Lista de prefeitos de Mogi das Cruzes
Esta é a lista de prefeitos e vice-prefeitos do município de Mogi das Cruzes, estado brasileiro de São Paulo.
O primeiro foi o ajudante José de Mello Franco, que tomou posse no dia 6 de outubro de 1835. A seguir, os prefeitos a partir de 1901.
O cargo de prefeito foi criado em 11 de abril de 1835, pela assembleia provincial paulista, em reação aos amplos poderes conferidos pelo Código de Processo Criminal de 1832 às câmaras municipais. Seguiram o exemplo paulista seis províncias do nordeste brasileiro (Alagoas, Ceará, Maranhão, Paraíba, Pernambuco e Sergipe).
Sob a vigente ordem constitucional, essa designação é dada ao funcionário público do Poder Executivo municipal, que exerce seu cargo em função de uma legislatura (mandato), sendo para tanto eleito a cada quatro anos, podendo ser reeleito por mais 4 anos (segundo mandato).
Funções
O poder executivo municipal chefia a administração e comanda os serviços públicos, tendo como comandante o prefeito.
A partir da constituição brasileira de 1934, o cargo de prefeito passou a ser o único, em todo o Brasil, ao qual estão atribuídas as funções de chefe do poder executivo do governo local, em simetria aos chefes dos executivos da União e do estado, portanto, em forma monocrática. Este texto quer dizer que deverá haver harmonia e integração de ação entre as esferas envolvidas sem a intervenção de uma na outra, exceto nos casos previstos na Constituição Federal.
Eleições
O prefeito é eleito por sufrágio universal, secreto, direto, em pleito simultâneo em todo o País, realizado a cada quatro anos, no primeiro domingo de outubro.
E trinta dias após tem lugar o segundo turno, se o eleito em primeiro lugar não atingir 50% dos votos válidos mais um voto, no caso de municípios com mais de duzentos mil eleitores.
Conforme a legislação eleitoral atual no Brasil para tornar-se elegível, exige-se uma série de requisitos;
- Possuir nacionalidade brasileira ou portuguesa (neste caso, o cidadão português deve se encontrar amparado pelo Estatuto de Igualdade entre Portugueses e Brasileiros),
- Título de eleitor em dia e estar em gozo pleno do exercício dos direitos políticos,
- Domicilio eleitoral na circunscrição na qual o candidato se apresenta,
- Filiação partidária,
- Ser alfabetizado (tópico invalidado pela atual constituição brasileira de 1988),
- Desincompatibilização de cargo público — Se ocupa um cargo público deve sair seis meses antes das eleições e voltar caso possa só após seis meses ao pleito eleitoral,
- Renúncia de outro mandado até seis meses antes do pleito e não ser parente afim ou consangüíneo, até segundo grau, ou cônjuge de titular de cargo eletivo; pode, entretanto, ser candidato à reeleição (artigo 14 da Constituição),
- Ter idade mínima de 21 anos.

| Nº | Nome                                                | Partido   | Vice-prefeito                       | Início do mandato       | Fim do mandato          | Observações                                                                               |
| 1  | Francisco de Souza Franco                           | PRP       | —                                   | 7 de janeiro de 1901    | 6 de janeiro de 1905    | Intendente                                                                                |
| 2  | José Cardoso de Siqueira                            | PRP       | —                                   | 7 de janeiro de 1905    | 7 de janeiro de 1906    | Intendente                                                                                |
| 3  | Francisco de Souza Franco                           | PRP       | —                                   | 8 de janeiro de 1906    | 14 de janeiro de 1911   |                                                                                           |
| 4  | José Arouche de Toledo                              | PRP       | —                                   | 15 de janeiro de 1911   | 9 de março de 1911      |                                                                                           |
| 5  | Manoel Alves dos Anjos                              | PRP       | —                                   | 9 de março de 1911      | 14 de janeiro de 1915   |                                                                                           |
| 6  | João Baptista Julião                                | PRP       | —                                   | 15 de janeiro de 1915   | 14 de janeiro de 1916   |                                                                                           |
| 7  | Gabriel Pereira                                     | PRP       | —                                   | 15 de janeiro de 1916   | 14 de janeiro de 1920   |                                                                                           |
| 8  | Deodato Petit Wertheimer                            | PRP       | —                                   | 15 de janeiro de 1920   | 15 de janeiro de 1922   |                                                                                           |
| 9  | Manoel Alves dos Anjos                              | PRP       | —                                   | 16 de janeiro de 1922   | 14 de janeiro de 1929   |                                                                                           |
| 10 | Carlos Alberto Lopes                                | PRP       | —                                   | 15 de janeiro de 1929   | 27 de outubro de 1930   |                                                                                           |
| 11 | Francisco Afonso de Mello                           |           | —                                   | 28 de outubro de 1930   | 2 de novembro de 1930   |                                                                                           |
| 12 | Isidoro Boucault                                    |           | —                                   | 4 de novembro de 1930   | 24 de dezembro de 1930  |                                                                                           |
| 13 | Eduardo Lejeune                                     |           | —                                   | 29 de dezembro de 1930  | 19 de julho de 1932     | Prefeito nomeado                                                                          |
| 14 | Francisco Teixeira da Silva Telles                  |           | —                                   | 19 de julho de 1932     | 25 de agosto de 1932    | Prefeito nomeado                                                                          |
| 15 | Edgard Thomaz de Carvalho                           |           | —                                   | 25 de agosto de 1932    | 30 de setembro de 1932  | Prefeito nomeado                                                                          |
| 16 | Emílio Augusto Ferreira                             |           | —                                   | 30 de setembro de 1932  | 16 de janeiro de 1933   | Prefeito nomeado                                                                          |
| 16 | Andrew Zalozeski Duna                               |           | —                                   | 3 de fevereiro de 1933  | 8 de agosto de 1933     | Prefeito nomeado                                                                          |
| 17 | Tácito Carneiro da Cunha                            |           | —                                   | 8 de agosto de 1933     | 28 de julho de 1934     | Prefeito nomeado                                                                          |
| 18 | João Cardoso Pereira                                |           | Patrick Brauner Resende Silva       | 2 de agosto de 1934     | 12 de fevereiro de 1936 | Prefeito nomeado                                                                          |
| 19 | José de Souza Boigy                                 |           | Weber Bernardes de Andrade          | 13 de fevereiro de 1936 | 6 de outubro de 1936    | Prefeito nomeado                                                                          |
| 20 | João Cardoso Pereira                                |           | Aguinaldo Camilo Andrade            | 7 de outubro de 1936    | 20 de junho de 1938     | Prefeito nomeado                                                                          |
| 21 | Zoé Arouche de Toledo                               |           | Cargo vago                          | 21 de junho de 1938     | 1º de julho de 1939     | Prefeito nomeado                                                                          |
| 22 | Renato Granadeiro Guimarães                         |           | Delandre Coelho Duarte              | 2 de julho de 1939      | 20 de setembro de 1941  | Prefeito nomeado                                                                          |
| 23 | Frederico Straube                                   |           | Cargo vago                          | 21 de setembro de 1941  | 15 de setembro de 1942  | Prefeito nomeado                                                                          |
| 24 | Armindo Faustino de Mello                           |           | Cargo vago                          | 16 de setembro de 1942  | 30 de maio de 1943      | Prefeito nomeado                                                                          |
| 25 | José de Souza Boigy                                 |           | Dionir Marcos Silva de Siqueira     | 31 de maio de 1943      | 26 de junho de 1943     | Prefeito nomeado                                                                          |
| 26 | Cícero Alves dos Anjos                              |           | Celio Marcos de Oliveira            | 27 de junho de 1943     | 23 de agosto de 1944    | Prefeito nomeado                                                                          |
| 27 | Antônio Nogueira                                    |           | Cyro Aragão Cardoso                 | 24 de agosto de 1944    | 24 de outubro de 1944   | Prefeito nomeado                                                                          |
| 28 | Ulisses Borges de Siqueira                          |           | Odilon Trefíglio Neto               | 25 de outubro de 1944   | 2 de fevereiro de 1945  | Prefeito nomeado                                                                          |
| 29 | Francisco Rodrigues Filho                           |           | Marcelo Couto Luna de Almeida       | 1º de março de 1945     | 2 de janeiro de 1947    | Prefeito nomeado                                                                          |
| 30 | Cyro Aragão Cardoso                                 |           | Osmar Francisco Marques de Carvalho | 3 de janeiro de 1947    | 3 de fevereiro de 1947  | Prefeito nomeado                                                                          |
| 31 | Francisco Rodrigues Filho                           |           | João de Oliveira Filho              | 4 de fevereiro de 1947  | 30 de março de 1947     | Prefeito nomeado                                                                          |
| 32 | João de Oliveira Filho                              |           | Carlos Alberto Lopes                | 31 de março de 1947     | 7 de abril de 1947      | Prefeito nomeado                                                                          |
| 33 | Carlos Alberto Lopes                                |           | José de Souza Boigy                 | 8 de abril de 1947      | 22 de agosto de 1947    | Prefeito nomeado                                                                          |
| 34 | José de Souza Boigy                                 |           | Claudio de Castro Reiff             | 23 de agosto de 1947    | 31 de dezembro de 1947  | Prefeito nomeado                                                                          |
| 35 | Epaminondas Freire                                  |           | Júlio César Ferreira da Silva       | 1º de janeiro de 1948   | 31 de dezembro de 1951  | Prefeito eleito                                                                           |
| 36 | Carlos Alberto Lopes                                | PSP       | Joaquim Pereira de Carvalho (PTB)   | 1º de janeiro de 1952   | 19 de maio de 1952      | Prefeito e vice eleitos em sufrágio universal                                             |
| 37 | Francisco Ferreira Lopes                            |           | Joaquim Pereira de Carvalho         | 20 de maio de 1952      | 22 de fevereiro de 1954 | Prefeito e vice eleitos em sufrágio universal                                             |
| 38 | Joaquim Pereira de Carvalho                         |           | Cargo vago                          | 23 de fevereiro de 1954 | 9 de abril de 1954      | Vice-prefeito eleito no cargo de Prefeito                                                 |
| 39 | Francisco Ferreira Lopes                            |           | Cargo vago                          | 10 de abril de 1954     | 1º de janeiro de 1956   | Presidente da Câmara no cargo de Prefeito                                                 |
| 40 | Henrique Peres                                      |           | Aldo Raso                           | 1º de janeiro de 1956   | 10 de março de 1957     | Prefeito e vice eleitos em sufrágio universal cujo titular fora cassado durante o mandato |
| 41 | Aldo Raso                                           |           | Cargo vago                          | 11 de março de 1957     | 31 de dezembro de 1959  | Vice-prefeito eleito no cargo de Prefeito                                                 |
| 42 | Rodolpho Jungers                                    |           | Renato Souza Gomes                  | 1º de janeiro de 1960   | 2 de agosto de 1962     | Prefeito e vice eleitos em sufrágio universal                                             |
| 43 | Osvaldo Regino Ornelas                              |           | Maurílio de Souza Leite Filho       | 17 de agosto de 1962    | 7 de outubro de 1962    | Prefeito e vice eleitos em sufrágio universal                                             |
| 44 | Maurílio de Souza Leite Filho                       |           | Cargo vago                          | 9 de outubro de 1962    | 31 de dezembro de 1962  | Vice-prefeito eleito no cargo de Prefeito                                                 |
| 45 | Carlos Alberto Lopes                                |           | Waldemar Costa Filho                | 1º de janeiro de 1963   | 31 de janeiro de 1969   | Prefeito e vice eleitos em sufrágio universal                                             |
| 46 | Waldemar Costa Filho                                | ARENA     | Marcelo Sinício Peixoto             | 1º de fevereiro de 1969 | 30 de janeiro de 1973   | Prefeito e vice eleitos em sufrágio universal                                             |
| 47 | Sebastião Cascardo                                  | ARENA     | Reynaldo Adolfo Miranda             | 31 de janeiro de 1973   | 30 de janeiro de 1977   | Prefeito e vice eleitos em sufrágio universal                                             |
| 48 | Waldemar Costa Filho                                | ARENA/PDS | Álvaro de Campos Carneiro           | 31 de janeiro de 1977   | 1º de janeiro de 1983   | Prefeito e vice eleitos em sufrágio universal                                             |
| 49 | Antônio Carlos Machado Teixeira, Machado            | PMDB      | Waltely Aquino de Oliveira          | 1º de janeiro de 1983   | 31 de dezembro de 1988  | Prefeito e vice eleitos em sufrágio universal                                             |
| 50 | Waldemar Costa Filho                                | PL        | Nobolo Mori                         | 1º de janeiro de 1989   | 31 de dezembro de 1992  | Prefeito e vice eleitos em sufrágio universal                                             |
| 51 | Francisco Ribeiro Nogueira, Chico Nogueira          | PTB       | Manoel Bezerra de Melo (PMDB)       | 1º de janeiro de 1993   | 26 de maio de 1994      | Prefeito e vice eleitos em sufrágio universal cujo titular faleceu durante o mandato      |
| 52 | Manoel Bezerra de Melo, Padre Melo                  | PMDB      | Cargo vago                          | 26 de maio de 1994      | 31 de dezembro de 1996  | Vice-prefeito eleito no cargo de Prefeito                                                 |
| 53 | Waldemar Costa Filho                                | PL        | Melquíades Machado Portela (PL)     | 1º de janeiro de 1997   | 31 de dezembro de 2000  | Prefeito e vice eleitos em sufrágio universal                                             |
| 54 | Junji Abe                                           | PSDB      | Roberto Luiz dos Reis Zanetta (PTB) | 1º de janeiro de 2001   | 31 de dezembro de 2004  | Prefeito e vice eleitos em sufrágio universal                                             |
| 54 | Junji Abe                                           | PSDB      | Marco Aurélio Bertaiolli (PFL)      | 1º de janeiro de 2005   | 31 de dezembro de 2008  | Prefeito reeleito e vice eleito em sufrágio universal                                     |
| 55 | Marco Aurélio Bertaiolli, Marco Bertaiolli          | DEM       | José Antônio Cuco Pereira (PSDB)    | 1º de janeiro de 2009   | 31 de dezembro de 2012  | Prefeito e vice eleitos em sufrágio universal                                             |
| 55 | Marco Aurélio Bertaiolli, Marco Bertaiolli          | PSD       | José Antônio Cuco Pereira (PSDB)    | 1º de janeiro de 2013   | 31 de dezembro de 2016  | Prefeito e vice reeleitos em sufrágio universal                                           |
| 56 | Marcus Vinicius de Almeida e Melo, Marcus Melo      | PSDB      | Juliano Jun Abe (PSD)/(MDB)         | 1º de janeiro de 2017   | 31 de dezembro de 2020  | Prefeito e vice eleitos em sufrágio universal                                             |
| 57 | Caio César Machado da Cunha, Caio Cunha             | PODE      | Priscila Yamagami Kähler (PODE)     | 1º de janeiro de 2021   | 31 de Dezembro de 2023  | Prefeito e vice eleitos em sufrágio universal                                             |
| 58 | Maria Luisa Piccolomini Bertaiolli, Mara Bertaiolli | PL        | Marcello Delascio Cusatis (PSD)     | 1º de janeiro de 2025   | Atual                   | Prefeito e vice eleitos em sufrágio universal                                             |